# Juraski
Juraski es una aldea del municipio de Võru, en el condado de Võru, Estonia. Según el censo de 2011, tiene una población de 36 habitantes. 
Se encuentra ubicada en el centro del condado, a poca distancia de la orilla sudoccidental del lago Peipus y de la frontera con Rusia, y al sur de la frontera con el condado de Põlva.